# Hoodman Blind (film, 1913)
Hoodman Blind est un film muet américain réalisé par James Gordon et sorti en 1913.

## Fiche technique
- Réalisation : James Gordon
- Scénario : Wilson Barrett et Henry Arthur Jones, d'après leur pièce
- Dates de sortie : 
  -  États-Unis : 22 décembre 1913

## Distribution
- Betty Harte : Jess/Nance
- Herbert Barrington : Jack Yeulett
- James Gordon : Tom
- Violet Stuart
- Dorothy Hammond